# Te Deum
Te Deum (с лат. — «Тебя, Бога, хвалим») — старинный христианский гимн. Согласно церковному преданию, текст гимна написал в конце IV века св. Амвросий Медиоланский. В русском православном богослужении тот же текст известен как «Тебе Бога хвалим». Распевы этого текста (мелодии) у католиков и православных — разные.

## Te Deumв Католической церкви

### Текст
Текст гимна Te Deum церковная традиция приписывала Амвросию Медиоланскому и Августину, что ныне ставится под сомнение исследователями. Некоторые филологи и богословы считали его автором служившего в Римской Дакии епископа Никиту Ремеcианского (ок. 335—414), на том лишь основании, что Никита горячо поддерживал церковное пение. В любом случае, принято считать, что гимн был создан в IV веке, возможно, в первой его половине.
Одно из самых ранних упоминаний текста гимна содержится в письме епископа Тулонского Киприана к епископу Женевскому Максиму, которое датируется 524—533 годами, причём упоминается гимн как «принятый во всей Церкви» и исполняемый «ежедневно». Первая наиболее полная запись текста содержится в Бангорском антифонарии (VII век).
В тексте Te Deum выделяют 29 стихов, в каждом из которых — 1—2 строки произвольной длины. Наряду с оригинальной гимнографией (например, Te aeternum patrem omnis terra veneratur) текст содержит интерполяции и парафразы общеизвестных библейских текстов. Так, стихи 22—29 скомпилированы из стихов псалмов 144:2, 122, 32, 30, 70, а стихи 5—6 кроме одного слова (majestatis) совпадают с ординарным текстом Sanctus мессы.
| Латинский текст | Церковнославянский перевод | Русский перевод |
| --- | --- | --- |
| 1. Te Deum laudamus: te Dominum confitemur. 2. Te aeternum Patrem omnis terra veneratur. 3. Tibi omnes angeli, tibi caeli et universae potestates, 4. tibi Cherubim et Seraphim incessabili voce proclamant: 5. Sanctus, Sanctus, Sanctus, Dominus Deus Sabaoth. 6. Pleni sunt caeli et terra maiestatis gloriae tuae. 7. Te gloriosus apostolorum chorus, 8. te prophetarum laudabilis numerus, 9. te martyrum candidatus laudat exercitus. 10. Te per orbem terrarum sancta confitetur Ecclesia, 11. Patrem immensae maiestatis. 12. Venerandum tuum verum et unicum Filium; 13. Sanctum quoque Paraclitum Spiritum. 14. Tu Rex gloriae, Christe. 15. Tu Patris sempiternus es Filius. 16. Tu ad liberandum suscepturus hominem, non horruisti Virginis uterum. 17. Tu, devicto mortis aculeo, aperuisti credentibus regna caelorum. 18. Tu ad dexteram Dei sedes in gloria Patris. 19. Iudex crederis esse venturus. 20. Te ergo quaesumus, tuis famulis subveni, quos pretioso sanguine redemisti. 21. Aeterna fac cum sanctis tuis in gloria numerari. 22. Salvum fac populum tuum, Domine, et benedic hereditati tuae. 23. Et rege eos, et extolle illos usque in aeternum. 24. Per singulos dies benedicimus te; 25. Et laudamus nomen tuum in saeculum et in saeculum saeculi 26. Dignare, Domine, die isto sine peccato nos custodire. 27. Miserere nostri Domine, miserere nostri. 28. Fiat misericordia tua, Domine, super nos, quemadmodum speravimus in te. 29. In te, Domine, speravi, non confundar in aeternum. | Тебе́, Бо́га, хва́лим, Тебе́ Го́спода испове́дуем, Тебе́ Преве́чнаго Отца́ вся земля́ велича́ет; Тебе́ вси А́нгели, Тебе́ Небеса́ и вся Си́лы, Тебе́ Херуви́ми и Серафи́ми непреста́нными гла́сы взыва́ют Свят, Свят, Свят Госпо́дь Бог Савао́ф, полны́ суть Небеса́ и земля́ вели́чества сла́вы Твоея́. Тебе́ пресла́вный апо́стольский лик, Тебе́ проро́ческое хвале́бное число́, Тебе́ хва́лит пресве́тлое му́ченическое во́инство. Тебе́ по всей вселе́нней испове́дует Свята́я Це́рковь, Отца́ непости́жимаго вели́чества, покланя́емаго Твоего́ и́стиннаго и Единоро́днаго Сы́на, и Свята́го Уте́шителя Ду́ха. Ты, Царю́ сла́вы, Христе́, Ты Отца́ Присносу́щный Сын еси́. Ты, ко избавле́нию прие́мля челове́ка, не возгнуша́лся еси́ Деви́ческаго чре́ва. Ты, одоле́в сме́рти жа́ло, отве́рзл еси́ ве́рующим Ца́рство Небе́сное. Ты одесну́ю Бо́га седи́ши во сла́ве О́тчей, Суди́я приити́ ве́ришися. Тебе́ у́бо про́сим: помози́ рабо́м Твои́м, ихже́ честно́ю Кро́вию искупи́л еси́. Сподо́би со святы́ми Твои́ми в ве́чной сла́ве Твое́й ца́рствовати. Спаси́ лю́ди Твоя́, Го́споди, и благослови́ достоя́ние Твое́, испра́ви я, и вознеси́ их во ве́ки: во вся дни благослови́м Тебе́, и восхва́лим и́мя Твое́ во век, и во век ве́ка. Сподо́би, Го́споди, в день сей без греха́ сохра́нитися нам. Поми́луй на́с, Го́споди, поми́луй на́с, бу́ди ми́лость Твоя́, Го́споди, на нас, я́коже упова́хом на Тя. На Тя, Го́споди, упова́хом, да не постыди́мся во ве́ки. Ами́нь. | (1) Тебя, Бога, хвалим, Тебя, Господа, исповедуем. Тебя, Отца вечного, Вся земля величает. К Тебе все ангелы, к Тебе небеса и все силы, к Тебе херувимы и серафимы непрестанно взывают: (5) Свят, Свят, Свят Господь Бог Саваоф, полны небеса и земля величия славы Твоей. (7) Тебя славный хор апостольский, Тебя хвалебный сонм пророческий, Тебя пресветлое мученическое воинство хвалит, Тебя по всей вселенной Святая Церковь исповедует: Отца безмерного величия, досточтимого, единого и истинного Сына, и Святого Духа Утешителя. (14) Ты — Царь славы, Христе, Ты — Отца присносущный Сын, Ты, ко избавлению приемля человека, не возгнушался лоном Девы, Ты, одолев жало смерти, отверз верующим Царство небесное, Ты одесную Бога восседаешь во славе Отчей. Веруем, что Ты придёшь судить нас. Поэтому просим: помоги рабам Твоим, Которых Ты драгоценной кровью искупил. Навеки сопричисли их ко святым Твоим во славе. (22) Спаси, Господи, народ Твой, и благослови наследие Твоё, Правь им и вознеси его вовеки. Во все дни благословим Тебя и восславим имя Твоё вовеки и во веки веков. Помоги нам, Господи, в этот день сохраниться без греха. Помилуй нас, Господи, помилуй нас. Да будет милость Твоя, Господи, на нас, как мы уповаем на Тебя. На тебя, Господи, уповал я: да не постыжусь вовеки. |

Нерифмованный текст Te Deum напоминает псалмы и псалмоподобные «кантики» из Нового Завета и не похож на многие другие (позднейшие) католические гимны, привычные образцы силлабо-тонического (реже — имитации античного метрического) стиха; типологически Te Deum — не стихи, а молитвословная ритмическая проза.

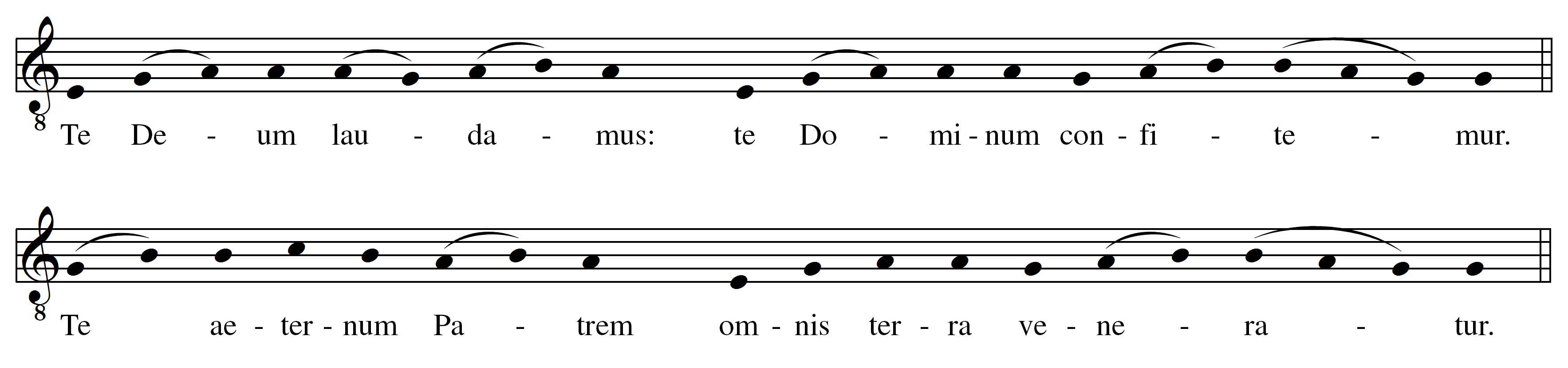
Гимн Te Deum, современная транскрипция по солемскому Antiphonale monasticum. Показаны первые две (двухстрочные) строфы текста

### Музыка
Автор и время создания музыки гимна неизвестны. Древнейшие рукописи, содержащие полный нотированный Te Deum, датируются XII веком, хотя по стилю (узкий диапазон, минимум мелизмов, формульно-вариационный распев, напоминающий обычную антифонную псалмодию) музыка несомненно более раннего происхождения. Древнейшие нотированные фрагменты гимна находятся в анонимных трактатах Musica enchiriadis («Учебник музыки», конец IX века) и Inchiridion Uchubaldi Francigenae (X век). В последнем записанная (в системе дасийной нотации) мелодия с текстом первой стихотворной строки гимна обнаруживает прямое сходство с мелодией, известной по позднейшим источникам: d-f-g-g-a-g | d-f-g-g-f-g-a-a-g-f.
В отличие от большинства католических гимнов, написанных в строфической форме (в каждой строфе музыка точно повторяется), каждая строка Te Deum распевается на свою «псалмоподобную» мелодию. Несмотря на отдельные повторы (неизбежные в формульной псалмодии), в целом композицию этого гимна можно описать как сквозную.
Колебание в ладовой атрибуции гимна в (стандартных) солемских книгах отражает ладовую неопределённость в самой его звуковысотной структуре. В многочисленных изданиях Liber usualis и в «Римском антифонарии» (Antiphonale Romanum, 1912) гимн отнесён к третьему тону, в «Монастырском антифонарии» (Antiphonale monasticum, 1934) надписан как «третий и четвёртый тоны», в «Гимнарии» (1983) ладовая атрибуция у Te Deum вовсе отсутствует (номер тона не выставлен).

### Функционирование
Te Deum в западной литургической традиции поётся в конце утрени по воскресеньям и большим праздникам (кроме Адвента и Великого поста). За пределами церкви Te Deum звучал во время процессий, приуроченных к особым случаям, как, например, коронация королей и императоров, возведение в сан церковных иерархов, празднества по случаю военных побед. Te Deum исполнялся на коронации Карла Великого в 800 году, при испанском дворе по случаю «открытия» Америки Колумбом, наутро после печально известной Варфоломеевской ночи (1572), после Битвы народов 1813 года. Историки считают, что по своему «церемониально-политическому» значению с гимном Te Deum не сравнится ни один другой христианский текст.
Особое литургическое положение Te Deum выделено в солемских Liber usualis и антифонариях, редакторы расположили его в самом конце певческих книг (а не внутри раздела утрени) с пометкой pro gratiarum actione («благодарственный гимн»).

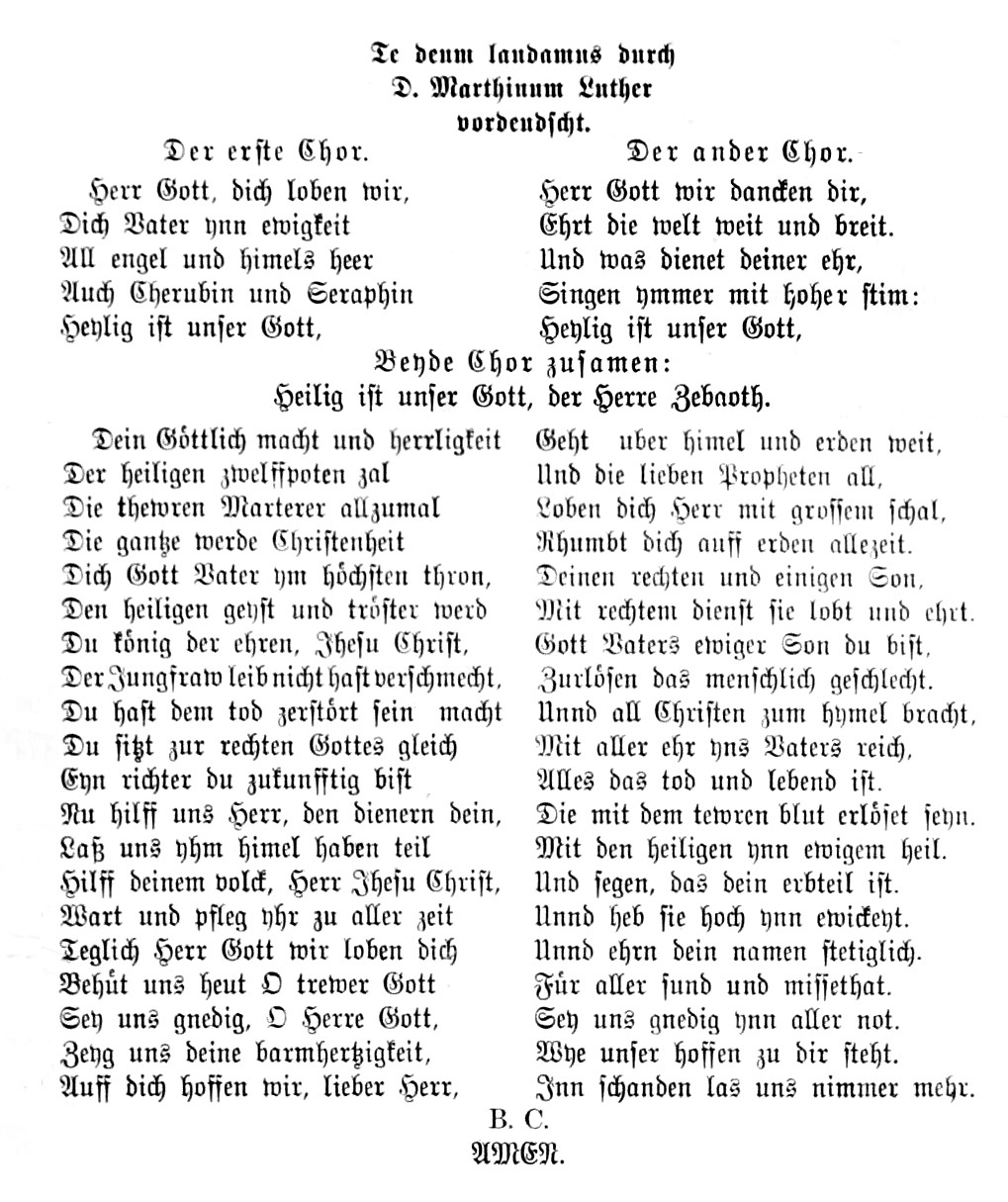
Te Deum в переводе Мартина Лютера (1529)

## В протестантизме
Гимн Te Deum также присутствует в богослужениях некоторых протестантских церквей (главным образом, англикан и лютеран). Мартин Лютер, в 1529 году сочинивший собственный рифмованный перевод текста (Herr Gott, dich loben wir, см. иллюстрацию), ставил гимн чрезвычайно высоко, называл его «третьим Символом веры». Возможно, по этой причине ещё долгое время после Реформации в лютеранских церквях Te Deum распевали не только на лютеровский, но и на оригинальный латинский текст. С XIX века широкое распространение получила немецкая обработка Großer Gott, wir loben dich, сделанная в 1771 году католическим священником Игнацем Францем. Русский перевод этого текста появился в начале XX века в сборнике гимнов евангельских христиан «Гусли» (№ 165. Боже, славим мы Тебя). В Англиканской церкви Te Deum (в переводе Книги общих молитв — We praise thee, O God) является одной из двух неизменных песен утрени.

## В Русской православной церкви
В Русской православной церкви Te Deum известен как «Тебе Бога хвалим». Поётся обычно либо на 3-й тропарный глас, либо в обработке Д. С. Бортнянского. Это произведение завершает последование благодарственных молебнов, молебна после литургии в Неделю Торжества Православия, в конце новогоднего молебна. Кроме того оно часто используется на праздничных концертах духовной музыки на юбилеях и именинах.

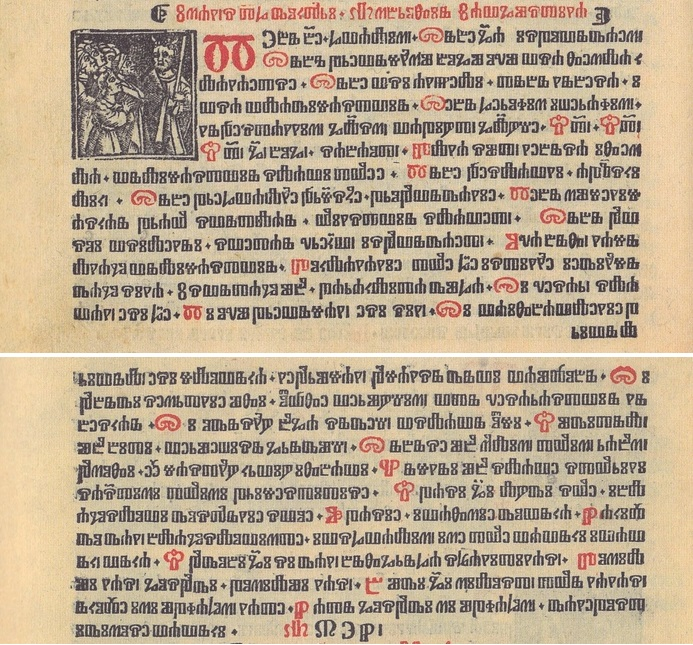
Гимн «Тебе Бога хвалим» на глаголице, напечатанный в хорватском букваре (Венеция, 1527). Заглавие: «Иманьс тх[ва]лу тр[оиц]и амбрезия и августина» («Гимн во хвалу Троицы Амвросия и Августина»)

## В академической музыке
Музыку на текст гимна писали многие европейские композиторы, среди них Свелинк, Люлли, Шарпантье, Гайдн, Сальери, Моцарт, Брукнер, Берлиоз, Дворжак, Верди, Стравинский и Пендерецкий. На текст в немецком переводе писали М. Преториус (7 пьес), Г. Шютц, И. Г. Шейн; лютеровский перевод использовал в Кантате № 190 И. С. Бах. На текст в английском переводе писали музыку Г. Пёрселл, Г. Ф. Гендель, А. Салливан, У. Уолтон и другие композиторы. В органной фантазии Букстехуде традиционная мелодия гимна использована как cantus firmus. Начальную фразу гимна использовал как основу для двух органных сочинений — фантазии a-moll (op.7 № 2) и пьесы Te Deum (op.59 № 12) — Макс Регер.
Сохранился ряд композиций на церковнославянский текст «Тебе Бога хвалим»: в крюковой рукописи конца XVII века (ГПБ, Кирилловское собрание, № 677/934), у композиторов М. С. Березовского, А. Л. Веделя, С. И. Давыдова, Н. И. Бахметева, Н. А. Римского-Корсакова, А. А. Архангельского. Итальянский композитор Дж. Сарти написал один Te Deum на латинский и три — на славянский текст (для Екатерины II по случаю взятия Г. А. Потёмкиным Очакова).
В западноевропейских странах получило распространение песнопение на переработанный текст Te Deum, посвящённый Деве Марии Te matrem Dei laudamus.
Прелюдия к гимну Te Deum М.-А. Шарпантье используется Европейским вещательным союзом, в том числе в качестве заставки Евровидения.

## Рецепция в литературе
Гимн Te Deum (под аккомпанемент органа) — первое, что слышит герой «Божественной комедии» Данте, когда перед ним распахивается дверь Чистилища:

Я поднял взор, когда она взгремела,

И услыхал, как сквозь отрадный гуд

Далёкое Te Deum долетело.

И точно то же получалось тут,

Что слышали мы все неоднократно,

Когда стоят и под орган поют,

И пение то внятно, то невнятно.
— Перевод М. Л. Лозинского
У Виктора Гюго есть стихотворение «Te Deum 1 января 1852» (в сборнике Les Châtiments, с антиклерикальными мотивами).